# Madriat
Madriat ist eine französische Gemeinde mit 136 Einwohnern (Stand 1. Januar 2022) im Département Puy-de-Dôme in der Region Auvergne-Rhône-Alpes. Sie gehört zum Arrondissement Issoire und zum Kanton Brassac-les-Mines.

## Geografie
Die Gemeinde liegt 13 Kilometer südwestlich von Issoire und 25 Kilometer nordwestlich von Brioude am Ostabhang des Zentralmassivs. Durch das Gemeindegebiet fließt die Couze d’Ardes, ein linker Nebenfluss des Allier. Madriat wird umgeben von den Nachbargemeinden Boudes im Norden, Collanges im Osten, Saint-Gervazy im Südosten, Augnat im Süden, Rentières im Westen sowie Saint-Hérent im Nordwesten.
Zu Madriat gehören die Ortsteile Brugère und Letz. Nahe Brugère befindet sich mit 843 m. ü. M. der höchste Punkt im äußersten Nordwesten der Gemeinde. Sie liegt knapp außerhalb des Regionalen Naturparks Volcans d’Auvergne.

## Bevölkerungsentwicklung
| Jahr                       | 1962 | 1968 | 1975 | 1982 | 1990 | 1999 | 2006 | 2018 |
| Einwohner                  | 153  | 148  | 118  | 111  | 121  | 110  | 107  | 108  |
| Quellen: Cassini und INSEE |      |      |      |      |      |      |      |      |

## Sehenswürdigkeiten
- Kreuzerhöhungskirche (Église de l’Exaltation-de-la-Sainte-Croix)